# Asiancorrespondent.com
asiancorrespondent.com ('Corresponsales asiáticos'), es un portal de noticias en línea en inglés que fue inaugurado por la Hybrid News Limited en octubre de 2009 con el propósito de seguir noticias de diferentes tópicos relacionados con el continente asiático y realizado por periodistas profesionales, blogueros exitosos y agencias de noticias Para diciembre de 2009 ya contaba con más de 40 periodistas y blogueros que contribuían a la par con las noticias referidas por la Associated Press.

## Cobertura
El portal se centra en la región Asia Pacífico y el sur de Asia, mientras que 15 países tienen sus propias secciones de seguimiento: Japón, China, Hong Kong, Corea del Sur, Indonesia, Tailandia, Malasia, Camboya, Pakistán, Singapur, Filipinas, Vietnam, Taiwán y Australia. Cubre además otros países de la región como Afganistán en donde se registran acontecimientos frecuentes de interés internacional.

## Contenido
AsianCorrespondent.com es una combinación de contenido de blog y noticias, un formato que lo compara con el portal Huffignton Post. Incluye secciones como noticias, ecología, finanzas, políticas, viajes y estilo de vida, tecnología, educación y humor, así como el cubrimiento de noticias de última hora y una sección dedicada a videos periodísticos.

## Corresponsales
El equipo de AsianCorrespondent.com incluye periodistas profesionales, académicos, politólogos, analistas, expertos en vinos y reconocidos blogueros de Asia. El portal también publica noticias de última hora cedidas por la Associated Press.
Entre los corresponsales más reconocidos se encuentran los siguientes:
- Jeff Ooi
- Edwin Espejo
- Bangkok Pundit
- Nathan Schwartzman
- Atanu Dey
- JF Beck
- Jeannie Cho Lee
- Peter Scudamore Smith
- Sriram Vadlamani
- Elmer Cagape
- Gavin Atkins
- Danny Arao
- Ben Bland
- Joanne Lane
- Andrew Bartlett
- Lonnie Hodge
- Tonyo Cruz
- Tharum Bun
- Andy Jackson
- Clement Tan
- Gerry O’Kane
- James Morgan